# Teresa Lewis
Teresa Wilson Bean Lewis (26. dubna 1969 Danville, Virginie, USA – 23. září 2010 Greensville, Virginie, USA) byla jednou z 16 žen dosud (do r. 2019) popravených v USA od obnovení trestu smrti v roce 1976. Teresa Lewis byla odsouzena za naplánování dvojnásobné vraždy, a to vraždy svého manžela a nevlastního syna.

## Vraždy
Na podzim roku 2002 se Teresa Lewis seznámila s Matthew Jessee Shallenbergerem (21 let) a Rodney Lamont Fullerem (19 let) a s oběma začala udržovat milostný vztah. V říjnu téhož roku se rozhodla zabít svého manžela a jeho syna kvůli získání peněz z jejich životní pojistky. Na tuto dvojnásobnou vraždu si objednala své dva milence, kterým za zrealizování slíbila pohlavní styk spolu ještě se svou šestnáctiletou dcerou, která byla za svou účast později odsouzena na 6 let do vězení. 30. října 2002 došlo k vraždě obou obětí. Oba muži byli ve spánku zastřeleni. Lewis po činu zavolala policii a nahlásila vloupání.

## Odsouzení
Teresa Lewis byla později odsouzena za naplánování vraždy k trestu smrti. Oba pachatelé byli odsouzeni k doživotnímu vězení. Shallenberger později spáchal ve vězení sebevraždu.

## Poprava
Několik dní před plánovanou popravou se advokát Teresy Lewisové pokusil dosáhnout u guvernéra státu Virginie zrušení trestu v důsledku nízké hodnoty IQ své klientky (v USA nesmí být popraveni pachatelé s IQ nižším než 72 bodů). Žádost byla však zamítnuta.
Teresa Lewis byla 23. září 2010 ve 21 hodin upoutána na lůžko v popravčí komoře státní věznice v Greensvillu. Poté jí byla do žíly na ruce vpíchnuta jehla a následně jí byl podán tzv. smrtící koktejl ve formě tří po sobě následujících injekcí, po kterém krátce na to upadla do bezvědomí. Po několika minutách byla prohlášena za mrtvou.
Teresa Lewis se tak stala 12. ženou popravenou v USA od znovuzavedení trestu smrti v roce 1976. Zároveň se stala první ženou popravenou ve státě Virginie smrtící injekcí a první ženou, popravenou v tomto státě po téměř 100 letech (poslední předtím zde popravenou ženou byla 17letá Virginia Christian, která zemřela na elektrickém křesle v roce 1912).